# Orlando Pirates Football Club
El Orlando Pirates Football Club es un club de fútbol de Sudáfrica, situado en el barrio de Orlando en Soweto, Johannesburgo. Fue fundado en 1937 y actualmente juega en la Premier Soccer League, máxima categoría del fútbol sudafricano.
El club recibe su nombre de "Pirates" debido a la película The Sea Hawk que protagonizó Errol Flynn.

## Historia
El origen de los Orlando Pirates se remonta a 1934, cuando un grupo de jóvenes migrantes que tuvieron que emigrar desde zonas rurales para trabajar en las minas, creó un club de fútbol llamado Orlando Boys Club. En 1937 un técnico llamado Andries Mkhwanazi decidió entrenarlos y puso al equipo a competir contra otros profesionalmente en una liga de Johannesburgo, y posteriormente su primer presidente, Buthuel Mokgosinyane, les facilitaría su primera equipación para jugar al fútbol. En 1940 el equipo ganó esa liga y comenzó a ascender a categorías más altas. Asimismo, el equipo cambió su nombre al actual, Orlando Pirates.
A pesar de ser uno de los clubes con más apoyo de Sudáfrica, las restricciones raciales de las políticas sudafricanas y la falta de medios le impidieron progresar en ligas formales, por lo que el club se las apañaba para jugar en giras y partidos ocasionales contra otros equipos. Granjeó también una sólida base de aficionados, llamada Los fantasmas.[cita requerida]
Con la creación de las ligas profesionales raciales, Orlando Pirates ingresó en la liga de negros. Allí comenzó a ganar títulos a partir de los años 70 con la consecución de los títulos de liga de 1971, 1973, 1975 y 1976 que confirmó al club como uno de los más importantes. Con la caída del apartheid el club ganó más apoyos y aficionados al vencer en la Liga Nacional en 1994 y, desde la creación de la actual Premier Soccer League que integraba todo tipo de clubes, en 2001 y 2003. El equipo siempre ha sido un valor en apoyo a la población de raza negra en Sudáfrica.[cita requerida] Internacionalmente lograron fama por su victoria en la Liga de Campeones de la CAF en 1995 y la Supercopa Africana, por lo cual fue el primer equipo que recibió honores por parte de Nelson Mandela, jefe de Estado de la nueva Sudáfrica.

## Escudo
Durante la década de 1940, Bethuel Mokgosinyana (un filántropo conocido en Orlando) le regaló al equipo sus primeras camisetas. Mokosinyana había jugado en un club llamado Phiri Phiri. Cuando tomó el control del club, les dio al equipo las viejas camisetas de Phiri Phiri, las cuales tenían una letra P en ellas.
Tomó otros diez años antes de que el famoso emblema de la calavera y huesos sea usado, el emblema fue retocado varias veces, aunque sin cambios mayores.

## Uniforme

### Evolución
| 2009-10 | 2010-11 | 2011-12 | 2012-13 | 2013-14 | 2014-15 | 2015-16 | 2016-17 | 2017-18 |
| 2018-19 | 2019-20 | 2020-21 | 2021-22 | 2022-23 |         |         |         |         |

## Estadio
Los Pirates juegan en el estadio Orlando, inaugurado en 2008 y con capacidad para 40.000 espectadores sentados. Anteriormente jugaron en el estadio Ellis Park, uno de los principales recintos donde se jugaron partidos de la Copa Mundial de Fútbol de 2010. El estadio tenía capacidad para 60 000 espectadores hasta que fue remodelado para la Copa Mundial de Fútbol de 2010 y su capacidad se aumentó a 70 000 en el año 2010.

## Derbi de Soweto
Durante varias de las giras que hicieron, un viaje a Suazilandia en 1968 reportó grandes beneficios al club. Sin embargo, también provocó una escisión entre directivos y algunos jugadores al considerar estos que el reparto económico fue injusto. Los jugadores que abandonaron la disciplina del club, encabezados por Kaizer Moutang, formaron un nuevo equipo llamado Kaizer Chiefs. La denominación del club viene por el nombre del creador, Kaizer Moutang, y por uno de los clubes en los que jugó, los desaparecidos Atlanta Chiefs, de los cuales también adoptaron el escudo.
El derbi entre estos 2 equipos de Soweto es considerado uno de los más atractivos de la liga sudafricana debido a la popularidad de ambos clubes, que desde entonces son rivales.

## Entrenadores
- Walter Da Silva (1988)
- Shepherd Murape (1994)
- Joe Frickleton (1995)
- Viktor Bondarenko (1995–1996)
- Shaibu Amodu (1996–1997)
- Ted Dumitru (1999–2000)
- Ruud Krol (junio de 2008-mayo de 2011)[5][6]
- Júlio César Leal (junio de 2011-marzo/abril de 2012)[7][8][9]
- Augusto Palacios (interino- marzo/abril de 2012-mayo de 2012/mayo de 2012-septiembre de 2012)[8][10][11][12]
- Roger de Sa (septiembre de 2012-enero de 2014)[12][13]
- Eric Tinkler (interino- enero de 2014-febrero de 2014)[14]
- Vladimir Vermezović (febrero de 2014-diciembre de 2014)[14][15]
- Eric Tinkler (interino- diciembre de 2014-?)[15]
- Muhsin Ertuğral (junio de 2016-noviembre de 2016)[16][17]
- Augusto Palacios (interino- noviembre de 2016-febrero de 2017)[18][19]
- Kjell Jonevret (febrero de 2017-agosto de 2017)[19][20]
- Milutin Sredojević (agosto de 2017-agosto de 2019)[21][22]
- Rhulani Mokwena (interino- agosto de 2019-diciembre de 2019)[22]
- Josef Zinnbauer (diciembre de 2019-octubre de 2021)
- Fadlu Davids y Mandla Ncikazi (interino,-octubre de 2021-junio de 2022)
- José Riveiro (junio de 2022-mayo de 2025)
- Abdeslam Ouaddou (junio de 2025-)

## Participación internacional

#### Por competición
- Para los detalles estadísticos del club véase Anexo:Orlando Pirates en competiciones internacionales.

Nota: En negrita competiciones activas.
| Competición                                            | Temp. | PJ  | PG | PE | PP | GF  | GC  | Dif. | Puntos | Títulos | Subtítulos |
| ------------------------------------------------------ | ----- | --- | -- | -- | -- | --- | --- | ---- | ------ | ------- | ---------- |
| Liga de Campeones de la CAF                            | 11    | 80  | 36 | 24 | 20 | 122 | 69  | +53  | 132    | 1       | 1          |
| Recopa Africana                                        | 1     | 8   | 6  | 1  | 1  | 24  | 11  | +13  | 19     | –       | –          |
| Copa Confederación de la CAF                           | 4     | 42  | 24 | 10 | 8  | 66  | 34  | +32  | 82     | –       | 2          |
| Supercopa de la CAF                                    | 1     | 1   | 1  | 0  | 0  | 1   | 0   | +1   | 3      | 1       | –          |
| Copa Afroasiática                                      | 1     | 2   | 0  | 1  | 1  | 0   | 5   | -5   | 1      | –       | 1          |
| Total                                                  | 18    | 133 | 67 | 36 | 30 | 213 | 119 | +94  | 237    | 2       | 4          |
| Actualizado a la Copa Confederación de la CAF 2021-22. |       |     |    |    |    |     |     |      |        |         |            |

#### Participaciones (18)
- Liga de Campeones de la CAF (11): 1995, 1996, 1997, 2002, 2004, 2006, 2010, 2012, 2013, 2018-19, 2019-20.
- Copa Confederación de la CAF (4): 2004, 2015, 2020-21, 2021-22.
- Recopa Africana (1): 1999.
- Supercopa de la CAF (1): 1996.
- Copa Afro-Asiática (1): 1996.

## Palmarés

### Torneos nacionales
- Liga Premier de Sudáfrica (4): 2001, 2003, 2011, 2012
- National Soccer League (1): 1994
- National Professional Soccer League (4): 1971, 1973, 1975, 1976
- Copa de Sudáfrica (Nedbank Cup) (9): 1973, 1974, 1975, 1980, 1988, 1996, 2011, 2014, 2023
- Copa de la Liga de Sudáfrica (Telkom Knockout) (1): 2011
- MTN 8 (12): 1972, 1973, 1978, 1983, 1993, 1996, 2000, 2010, 2011, 2020, 2022, 2023
- Castle Challenge (1): 1992
- Charity Cup (7): 1993, 1995, 1997, 1999, 2001, 2008, 2009
- Vodacom Challenge (2): 1999, 2005
- Sales House Cup (4): 1972, 1975, 1977, 1983
- Carling Black Label Cup (5): 2011, 2012, 2014, 2015, 2019

### Torneos internacionales (2)
- Liga de Campeones de la CAF (1): 1995
- Supercopa de la CAF (1): 1996
- Subcampeón de la Liga de Campeones de la CAF (1): 2013
- Subcampeón de la Copa Confederación de la CAF (2): 2015, 2022
- Subcampeón de la Copa Afroasiática (1): 1996.